# Kaen-doki
Kaen-doki (jap. 火焔土器 Płomieniste naczynia) – gliniane naczynia rytualne w kształcie płomieni, używane w starożytnej Japonii, w środkowym okresie Jōmon (ok. 5000-3000 p.n.e.). Pierwsze egzemplarze zostały odnalezione w 1936 r. w prefekturze Niigata przez archeologów amatorów.

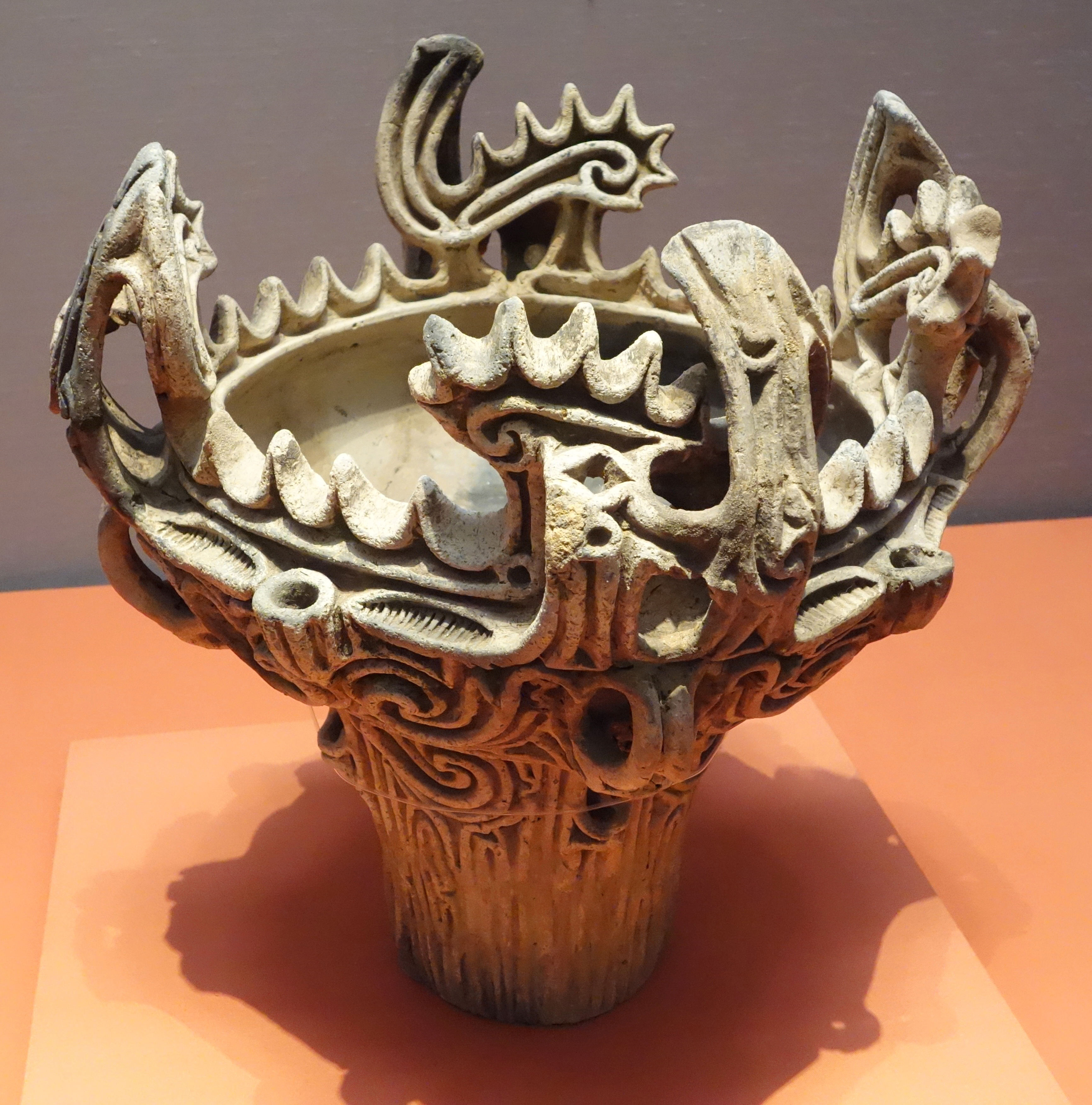
Kaen-doki z okolic Nagaoki, Muzeum Narodowe w Tokio

Kaen-doki charakteryzowały się perfekcyjnym wykonaniem oraz ekspresyjną ornamentyką.